# کوه یاگوراداکه

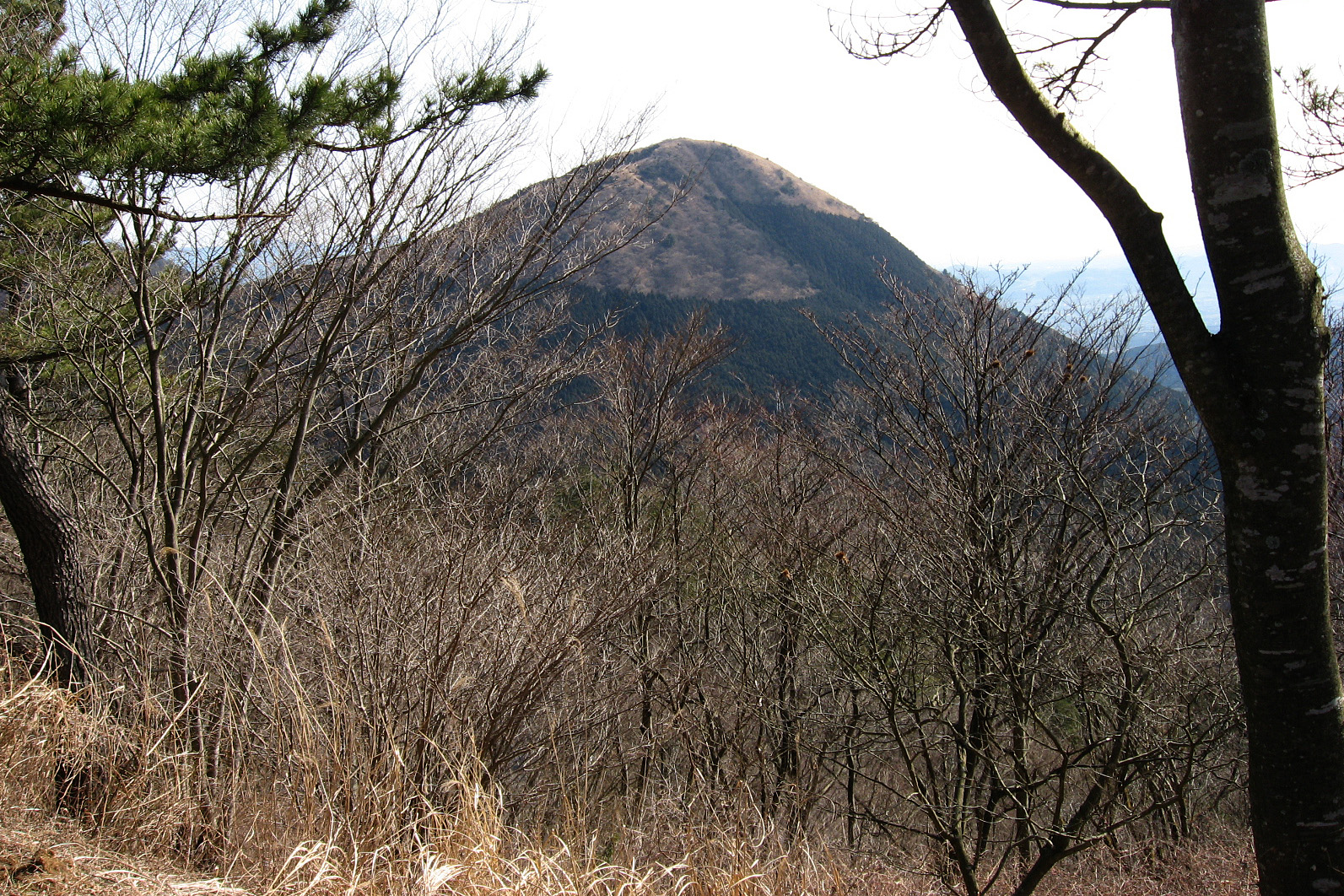
کوه‌ یاگوراداکه.

کوه‌ یاگوراداکه (به ژاپنی: 矢倉岳، Yaguradake) در استان کاناگاوا (神奈川県) قرار دارد. ارتفاع این کوه ۸۷۰ متر است. این کوه جزء سلسله کوه‌های هاکونه (
箱根山地) محسوب می‌شود.  